# Муцано (Бјела)
Муцано (итал. Muzzano) је насеље у Италији у округу Бијела, региону Пијемонт.
Према процени из 2011. у насељу је живело 472 становника. Насеље се налази на надморској висини од 561 м.

## Становништво
Према резултатима пописа становништва 2011. у општини је живело 614 становника.
| 1931. | 1936. | 1951. | 1961. | 1971. | 1981. | 1991. | 2001. | 2011. |
| ----- | ----- | ----- | ----- | ----- | ----- | ----- | ----- | ----- |
| 668   | 637   | 710   | 673   | 635   | 610   | 653   | 673   | 614   |